# Theridion neshamini
Theridion neshamini là một loài nhện trong họ Theridiidae.
Loài này thuộc chi Theridion. Theridion neshamini được Herbert Walter Levi miêu tả năm 1957.